# Xiamenkou Shuiku
Xiamenkou Shuiku (kinesiska: 峡门口水库) är en reservoar i Kina. Den ligger i provinsen Guizhou, i den sydvästra delen av landet, omkring 280 kilometer nordost om provinshuvudstaden Guiyang. I omgivningarna runt Xiamenkou Shuiku växer huvudsakligen savannskog.
Genomsnittlig årsnederbörd är 1 569 millimeter. Den regnigaste månaden är maj, med i genomsnitt 274 mm nederbörd, och den torraste är december, med 28 mm nederbörd.